# Linia kolejowa Langenstein – Minsleben
Linia kolejowa Langenstein – Minsleben – dawna niezelektryfikowana, jednotorowa i lokalna linia kolejowa w kraju związkowym Saksonia-Anhalt, w Niemczech. Linia łączyła Langenstein z Minsleben.